# لی شیائوشیا
لی شیائوشیا (انگلیسی: Li Xiaoxia؛ زادهٔ ۱۶ ژانویهٔ ۱۹۸۸) یک بازیکن تنیس روی میز اهل جمهوری خلق چین است.
وی در مسابقات کشوری و بین‌المللی در مجموع برنده ۱۱ مدال طلا، ۵ مدال نقره، ۲ مدال برنز شده‌است.